# Ray Mallock
Ray Mallock (ur. 12 kwietnia 1951 roku w Barton on Sea) – brytyjski kierowca wyścigowy.

## Kariera
Mallock rozpoczął międzynarodową karierę w wyścigach samochodowych w 1971 roku od startów w Brytyjskiej Formule 3, gdzie jednak nie zdobywał punktów. W późniejszych latach pojawiał się także w stawce Brytyjskiej Formuły 3 BARC Forward Trust, Brytyjskiej Formuły Atlantic, Europejskiej Formuły 2, Shellsport International Series, British F1 Series, World Championship for Drivers and Makes, Selangor Grand Prix, Grand Prix Makau, FIA World Endurance Championship, Thundersports, European Endurance Championship, IMSA Camel GT Championship, World Sports-Prototype Championship, 24-godzinnego wyścigu Le Mans oraz FIA GT Championship.
W Europejskiej Formule 2 Brytyjczyk startował w latach 1975-1977, 1981-1982. W pierwszym sezonie startów w ciągu czterech wyścigów, w których wystartował, zdobył jeden punkt. Dało mu to 26 pozycję w klasyfikacji generalnej. W kolejnych latach startów nie zdobywał już punktów.
W 1984 roku założył przedsiębiorstwo wyścigowe RML Group Ltd. produkujące samochody wyścigowe dla zespołów Le Mans Series, British Touring Car Championship oraz World Touring Car Championship. Od 2013 roku prowadzi zespół startujący w World Touring Car Championship o tej samej nazwie.